# Onychiurus cryptopygus
Onychiurus cryptopygus är en urinsektsart som beskrevs av Denis 1931. Onychiurus cryptopygus ingår i släktet Onychiurus och familjen blekhoppstjärtar. Inga underarter finns listade i Catalogue of Life.